# Liste der Bodendenkmäler in Altenbeken
Die Liste der Bodendenkmäler in Altenbeken enthält die denkmalgeschützten unterirdischen baulichen Anlagen, Reste oberirdischer baulicher Anlagen, Zeugnisse tierischen und pflanzlichen Lebens und paläontologischen Reste auf dem Gebiet der Gemeinde Altenbeken im Kreis Paderborn in Nordrhein-Westfalen (Stand: September 2020). Diese Bodendenkmäler sind in Teil B der Denkmalliste der Gemeinde Altenbeken eingetragen; Grundlage für die Aufnahme ist das Denkmalschutzgesetz Nordrhein-Westfalen (DSchG NRW).
| Bild | Bezeichnung              | Lage            | Beschreibung | Bauzeit | Eingetragen seit | Denkmal- nummer |
| ---- | ------------------------ | --------------- | ------------ | ------- | ---------------- | --------------- |
|      | Bombentrichter           | Altenbeken      |              |         | 12.03.1992       | 36              |
|      | Technisches Bodendenkmal | Altenbeken      |              |         | 12.03.1992       | 37              |
|      | Siedlungsplatz           | Altenbeken      |              |         | 12.03.1992       | 38              |
|      | Kirchenwüstung           | Buke            |              |         | 12.03.1992       | 39              |
|      | Landwehr                 | Buke            |              |         | 12.03.1992       | 40              |
|      | Wallburg                 | Schwaney        |              |         | 12.03.1992       | 41              |
|      | Grabhügel                | Schwaney        |              |         | 12.03.1992       | 42              |
|      | Hohlweg                  | Schwaney        |              |         | 12.03.1992       | 43              |
|      | Grabhügel                | Altenbeken      |              |         | 30.04.1993       | 44              |
|      | Grabhügelgruppe          | Altenbeken      |              |         | 30.04.1993       | 45              |
|      | Grabhügelgruppe          | Altenbeken      |              |         | 30.04.1993       | 46              |
|      | Höhle (Huinschenhöhle)   | Altenbeken      |              |         | 30.04.1993       | 47              |
|      | Bergbauspuren            | Altenbeken      |              |         | 30.04.1993       | 48              |
|      | Hohlwegbündel            | Altenbeken      |              |         | 30.04.1993       | 49              |
|      | Bergbauspuren            | Altenbeken/Buke |              |         | 30.04.1993       | 50              |
|      | Bergbauspuren            | Buke            |              |         | 30.04.1993       | 51              |
|      | Kultstätte               | Schwaney        |              |         | 30.04.1993       | 52              |
|      | Grabhügel                | Schwaney        |              |         | 30.04.1993       | 53              |
|      | Bergbauspuren            | Schwaney        |              |         | 30.04.1993       | 54              |
|      | Technisches Bodendenkmal | Altenbeken      |              |         | 30.04.1993       | 55              |
|      | Hohlwegbündel            | Schwaney        |              |         | 30.04.1993       | 56              |
|      | Bergbauspuren            | Buke            |              |         | 30.04.1993       | 57              |